# Listă de neamuri și triburi tracice

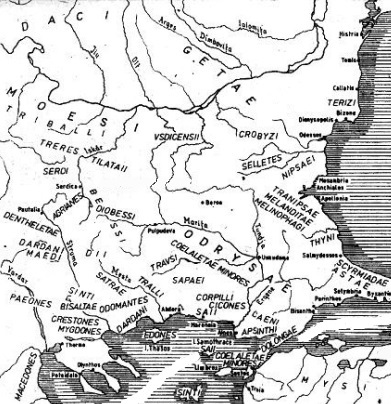
Migraţia triburilor tracice

Triburi antice: tracii, grecii, ilirii, paeonii

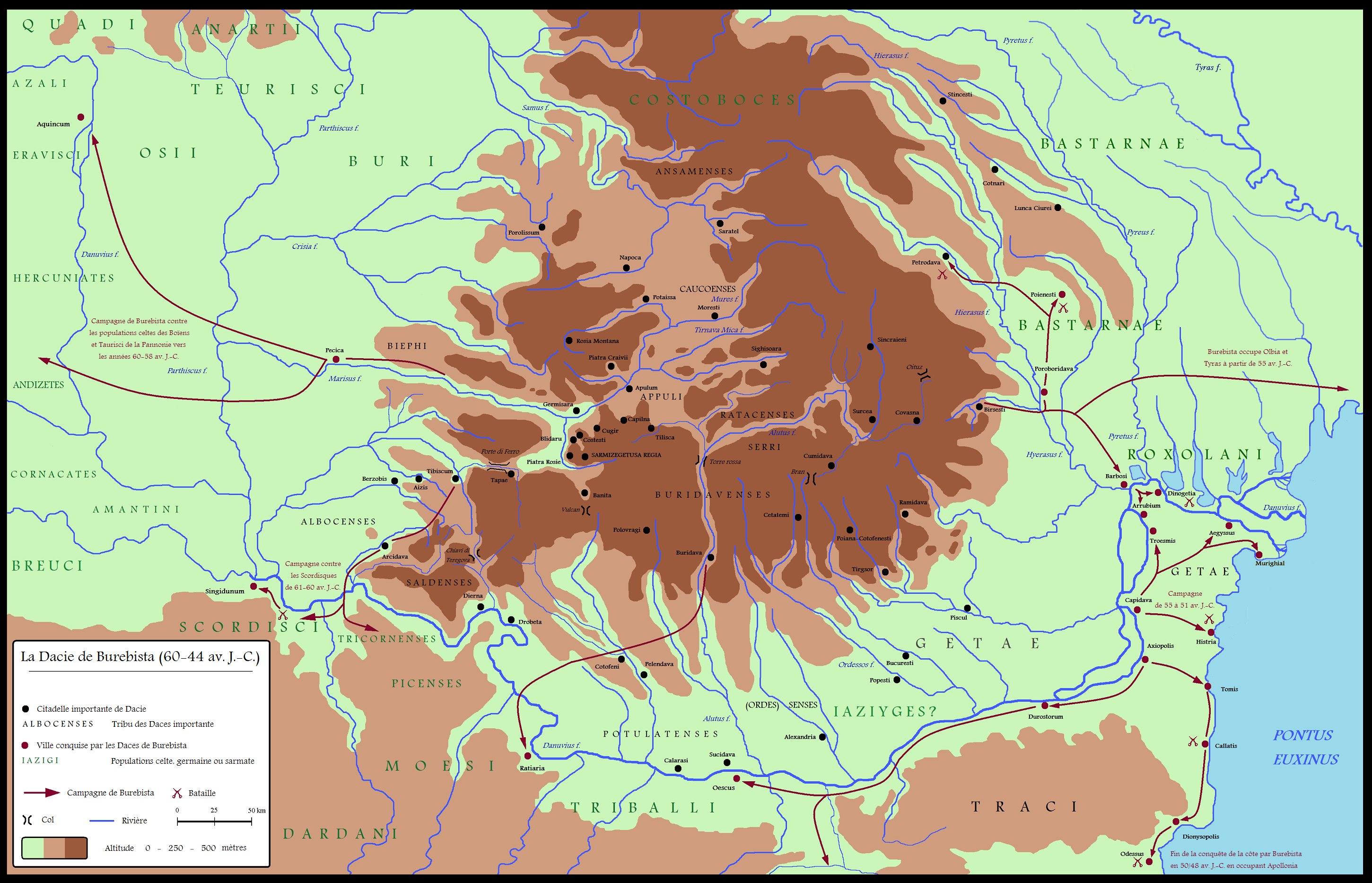
Triburi dacice.

Aceasta este o listă de triburi antice din Tracia și Dacia, (în greaca antică: Θράκη și  Δακία), care include și posibile triburi trace sau  triburi dacice, dar și triburi diferite de acestea două, dar care au locuit în regiunile Tracia și Dacia. Un mare număr de triburi antice grecești au trăit pe aceste pământuri mai ales în coloniile grecești de pe coastele acestor regiuni. 
| - agrianii - albocensii - aletoii - ansamensii - appiarensii - apulii - apsinthioi - arsietaii - artacii - asti - ausdecensii (usdecensi) - bebricii - benii - berecyntii - bessii - bettegerii - biefii - bisaltii - bistonii - bitinii - briantii (priantti ?) - brigii - brisii - burii (buridavensi) - caenii - carpii - carpodacii | - caucoensii - ceiagisii - celegerrii - ciconii - coilaletae - corallii - corpilii - costobocii - cotensii - crestonii - crobizii - crusaeii - dacii (v. geto-daci) - dantheletii - darsii (darsai) - derronii - digerri - dimensii - diobessii - dioii - dolonsii (dolongi) - drosii - drugerii - edonii - geții (getae) - harpii | - hypsalti - laii - maedi - maedobithynii - moesi (mysi) - mygdonii - napeii - nipsaioii (tranipsioi) - obulensii - odomanții - odrisii - oinensii - oitensii - olizonii - orrescii - paioplii - paitii - panaioii - piarensii - piefigii - piengetii - pierii - pirogerii - pliastii - potulatensii - pradavensii - ratacensii (racatensi) | - rondaloi - saboci - sacii - sapeii - sargeti - satrii - serdii - siensii - siginii - trib - singi - sithonii - sucii - tagrii - terizii - thunatii - tilatii - tinii - trausii - trerii - tribalii - tyntenii - tyragetii - utii - zaielii - zbaleonii - zeranii |